# Calymperes aeruginosum
Calymperes aeruginosum là một loài rêu trong họ Calymperaceae. Loài này được Hampe ex Sande Lac. mô tả khoa học đầu tiên năm 1872.